# 張淑蘭
張淑蘭（早期達悟名：希‧瑪妮芮Si Manirei、希·雅布書卡嫩Si Yabosokanen、現達悟名：希婻‧旮拉印Sinan Kalain），出生於蘭嶼東清村，是在地的達悟族人，《面對惡靈》、《沒有飯吃的》紀錄片導演，雅布書卡嫩居家護理所創辦人 ，希望療園計畫發起人。
其達悟名「希·雅布書卡嫩」，中譯為沒有飯吃的人，由張淑蘭過去曾照護的耆老所命名，實意為祝福她餐餐飽足。 1997年夏天，蘭嶼衛生所推動居家護理，張淑蘭奉派到台東聖母醫院受訓。受訓結束返回家鄉蘭嶼後，張淑蘭便投身居家護理工作。在擔任護理師期間，張淑蘭發現傳統文化與現代醫療照護間的矛盾。於是她拾起攝影機，將工作景象記錄下來，完成《面對惡靈》一片，透過影像，張淑蘭打破年輕一輩對於老病的恐懼以及惡靈將招來厄運的觀念，蘭嶼島上許多年輕人深受感召，都已投入志工行列。 2017年成立蘭嶼第一間居家護理機構「雅布書卡嫩居家護理所」。2019年以其溫暖照護精神，獲頒第八屆南丁格爾個人特殊貢獻獎。

## 執導與監製作品[6]
- 1999年 《希·音拉珊》 （Si-inreshan）
- 2001年 《面對惡靈》（And Deliver Us from Evil）
- 2007年 《沒有飯吃的》（Si Yabosokanen）